# Otto Friedrich Bollnow
Otto Friedrich Bollnow (Stettin, Alemanha, 14 de março de 1903 — Tübingen, 7 de fevereiro de 1991)) foi um arquiteto, pedagogo e filósofo alemão.

## Vida
Cursou o primário em Anklam e estudou matemática e física na Universidade de Göttingen, onde sofreu influências do filósofo Hermann Nohl. Doutorou-se em física em 1925.
Escreveu 38 livros e mais de 400 artigos e resenhas sobre educação e filosofia. Sua obra O Homem e o Espaço (traduzida em 2007 pela Editora UFPR) é considerada fundamental no estudo da arquitetura, geografia e filosofia nas universidades alemãs.

## Escritos
Em português
- O homem e o espaço. Curitiba: Editora UFPR, 2008. ISBN 9788573352085